# Heptagenia marginalis
Heptagenia marginalis is een haft uit de familie Heptageniidae. De wetenschappelijke naam van de soort is voor het eerst geldig gepubliceerd in 1910 door Banks.
De soort komt voor in het Nearctisch gebied.